# Almost Blue
| 전문가 평가                   | 전문가 평가 |
| 평가 점수                     | 평가 점수   |
| 출처                          | 점수        |
| ----------------------------- | ----------- |
| AllMusic                      | [ 1 ]       |
| Blender                       | [ 2 ]       |
| Chicago Tribune               | [ 3 ]       |
| Encyclopedia of Popular Music | [ 4 ]       |
| Entertainment Weekly          | B           |
| Mojo                          | [ 6 ]       |
| Q                             | [ 7 ]       |
| The Rolling Stone Album Guide | [ 8 ]       |
| Uncut                         | [ 9 ]       |

《Almosty Blue》는 영국의 싱어송라이터 엘비스 코스텔로의 여섯 번째 스튜디오 음반으로, 어트랙션스의 키보디스트 스티브 나이브, 베이시스트 브루스 토머스, 드러머 피트 토머스 (관계 없음)와 함께 녹음한 음반이다. 1981년 5월, 테네시주 내슈빌의 CBS 스튜디오 A에서 녹음되었고, 1981년 10월, 영국의 F-비트 레코드와 미국의 컬럼비아 레코드를 통해 발매되었다. 그의 이전 작품에서 벗어나, 이 음반은 행크 윌리엄스, 멀 해거드, 조지 존스, 그램 파슨스의 작품을 포함하여 전적으로 컨트리 음악 곡들로 구성된 커버 음반이다. 그의 경력 동안 이미 국가를 대상으로 실험을 한 이 프로젝트는 《Get Happy!!》 (1980년)와 《Trust》 (1981년)의 약한 상업 공연 이후 커버를 녹음하려는 코스텔로의 열망에서 비롯되었다.
빌리 셰릴이 프로듀싱한 이 녹음 세션은 셰릴 자신의 저항을 포함한 걱정스러운 분위기로 특징지어졌다. 두비 브라더스의 멤버 존 맥피는 정통 컨트리 사운드를 더하는 방법으로 페달 스틸 기타에 기여했다. 이 음반의 곡들은 원곡보다 다른 커버에 기반을 둔 곡들이지만, 원곡의 곡들은 상대적으로 원곡의 직접적인 표현이다. 녹음 중 건강이 좋지 않았던 점, 결혼 실패와 알코올 중독 등 사생활에 문제가 있었던 점이 곡 선택에 반영됐다. 이와 같이, 모든 트랙은 "블루" 상태를 표현하는데, 이는 케니 버렐의 《Midnight Blue》 (1963년)에 대한 오마주인 커버 아트에 반영된다.
존스의 〈Good Year for the Roses〉의 커버인 리드 싱글은 무거운 방송을 받아 영국에서 6위로 정점을 찍었고, 돈 깁슨의 〈Sweet Dreams〉의 커버인 두 번째 싱글은 42위에 올랐다. 발매와 동시에 《Almost Blue》는 홍보 부족으로 인해 영국에서 7위, 미국에서 50위에 올랐다. 처음에는 음악 평론가들로부터 엇갈린 평가를 받았는데, 이들은 보컬 퍼포먼스에 대해 의견이 분분했고, 컨트리 가수로서 코스텔로의 성공에 대해 토론했다. 이 음반은 이후 수십 년 동안 비평가들과 코스텔로의 전기 작가들로부터 엇갈린 반응을 계속 받아왔고, 이 아티스트의 음반 순위에서 낮은 순위를 차지했다. 그럼에도 불구하고, 《롤링 스톤》은 2016년에 이 음반이 코스텔로가 그의 경력에서 나중에 취할 예상치 못한 수많은 음악적 여행을 예측했다고 말했다. 이 음반은 코스텔로가 직접 쓴 보너스 트랙과 광범위한 라이너 노트로 여러 번 재발매되었다.

## 배경
1981년까지 엘비스 코스텔로는 그의 경력 내내 컨트리 음악을 실험했다. 그는 컨트리 음악을 들으며 자라지 않았지만, 그램 파슨스가 버즈와 플라잉 부리토 브라더스, 특히 《Sweetheart of the Rodeo》 (1968년)과 《The Gilded Palace of Sin》 (1969년)과 함께 작업한 것을 발견하여, 그는 멀 해거드와 루빈 브라더스와 같은 다른 컨트리 활동을 탐구하는 데 영감을 주었다. 1970년대 중반 펍 록 밴드 플립 시티에서 컨트리 록 음악을 연주했으며, 데뷔 음반 《My Aim Is True》(1977년) 세션에서 컨트리 트랙 〈Radio Sweetheart〉와 〈Stranger in the House〉를 녹음했다. 그는 원래 후자를 음반에 포함시키려 했으나 "너무 컨트리"라는 이유로 음반사에 의해 삭제되었다. 1977년 코스텔로를 미국 컬럼비아로 계약한 컬럼비아 레코드의 경영자 그레그 겔러의 제안으로 코스텔로는 1979년 컨트리 음악가 조지 존스와 듀엣으로 〈Stranger in the House〉를 불렀고, 같은 해 《My Very Special Guests》 음반에 등장했다. 코스텔로는 존스의 오랜 프로듀서 빌리 셰릴을 1년 전 테네시주 내슈빌에서 처음 만났는데, 존스가 나타나지 않자 두 사람은 잘 어울렸고 코스텔로는 "만약 우리가 발라드와 컨트리 음악을 녹음한다면, 나는 그것을 제대로 하고 싶고 빌리 셰릴과 함께 하고 싶습니다."
《Get Happy!!》 (1980년)와 《Trust》 (1981년)의 상업적인 연기는 코스텔로가 자신의 경력에서 어디에 있었는지 의문을 갖게 만들었다. 그는 자신의 현재 생각을 자신의 음악으로 표현할 수 없었고 "그냥 다른 사람의 노래를 부르고 싶다"고 선언했다. 〈Gloomy Sunday〉와 콜 포터의 〈Love for Sale〉을 포함한 이전 몇 달 동안 어쿠스틱 데모를 녹음한 코스텔로는 이미 전기 작가 그레임 톰슨의 말에서 "그의 동료들 중 최고의 작곡가"로 자리매김한 후, 가수와 통역으로서의 자신을 테스트하기 위해 커버 버전의 음반을 고안했다. 그의 초기 비전은 컨트리 음악에만 국한된 것이 아니라 프랭크 시나트라의 《Frank Sinatra Sings for Only the Lonely》 (1958년)와 비슷한 "다양한 스타일의 우울한 노래 모음집"이었다.

## 커버 아트
이 음반의 디자인은 1963년 케니 버렐의 블루 노트 음반 《Midnight Blue》에 대한 오마주이며 네 가지 다른 색상의 소매로 포장되어 있으며, 모두 파란색을 베이스로 한다. 키스 모리스가 촬영한 이 사진은 코스텔로가 안경을 벗고 한 손으로 얼굴을 가린 모습(가운데 손가락에 장식된 반지)으로 눈물을 감추고 있는 것처럼 보인다. 오리지널 LP에는 "경고: 이 음반은 컨트리 & 웨스턴 음악을 포함하고 있으며 편협한 사람들에게 급진적인 반응을 일으킬 수 있다"고 말했다. 코스텔로는 2015년 회고록에서 "경고"는 "더 많은 뉴 웨이브 히트"를 원하는 청취자들에게 놀림감이 되었다고 말했다. 뒷면 커버에는 코스텔로와 어트랙션스가 브라이언 힌튼의 말대로 "사이코처럼 희미하게 웃는다"고 적혀 있고, 스테슨에 있는 맥피의 모습이 그려져 있다. 로고는 "스포일러 신호 없음"으로 표시되었다.

## 곡 목록
| #  | 제목                                             | 작사·작곡                                 | 재생 시간 |
| -- | ------------------------------------------------ | ----------------------------------------- | --------- |
| 1. | 〈Why Don't You Love Me (Like You Used to Do)?〉 | 행크 윌리엄스                             | 1:40      |
| 2. | 〈Sweet Dreams〉                                 | 돈 깁슨                                   | 3:00      |
| 3. | 〈Success〉                                      | 조니 멀린스                               | 2:41      |
| 4. | 〈I'm Your Toy〉                                 | 그램 파슨스, 크리스 에트리지              | 3:23      |
| 5. | 〈Tonight the Bottle Let Me Down〉               | 멀 해거드                                 | 2:09      |
| 6. | 〈Brown to Blue〉                                | 조지 존스, 버지니아 프랭크스, 조니 매티스 | 2:40      |

| #  | 제목                        | 작사·작곡           | 재생 시간 |
| -- | --------------------------- | ------------------- | --------- |
| 1. | 〈Good Year for the Roses〉 | 제리 체스넛         | 3:10      |
| 2. | 〈Sittin' and Thinkin'〉    | 찰리 리치           | 3:02      |
| 3. | 〈Color of the Blues〉      | 로튼 윌리엄스, 존스 | 2:21      |
| 4. | 〈Too Far Gone〉            | 빌리 셰릴           | 3:28      |
| 5. | 〈Honey Hush〉              | 빅 조 터너          | 2:15      |
| 6. | 〈How Much I've Lied〉      | 파슨스, 팸 리프킨   | 2:55      |

## 인증
| 국가                       | 인증 | 판매량/출하량 |
| -------------------------- | ---- | ------------- |
| 영국 (BPI)                 | 골드 | 100,000^      |
| ^출하량을 기반으로 한 인증 |      |               |